# Francisco Antonio Cebrián Valdá
Francisco Antonio Cebrián Valdá (San Felipe, 19 febbraio 1734 – Madrid, 10 febbraio 1820) è stato un cardinale spagnolo.
Fu nominato cardinale della Chiesa cattolica da papa Pio VII.

## Biografia
Nacque a San Felipe il 19 febbraio 1734.
Papa Pio VII lo elevò al rango di cardinale nel concistoro del 23 settembre 1816.
Morì il 10 febbraio 1820 all'età di 85 anni.

## Genealogia episcopale e successione apostolica
La genealogia episcopale è:
- Cardinale Scipione Rebiba
- Cardinale Giulio Antonio Santori
- Cardinale Girolamo Bernerio, O.P.
- Arcivescovo Galeazzo Sanvitale
- Cardinale Ludovico Ludovisi
- Cardinale Luigi Caetani
- Cardinale Ulderico Carpegna
- Cardinale Paluzzo Paluzzi Altieri degli Albertoni
- Papa Benedetto XIII
- Papa Benedetto XIV
- Cardinale Enrico Enriquez
- Arcivescovo Manuel Quintano Bonifaz
- Cardinale Francisco Antonio de Lorenzana y Butrón
- Arcivescovo Juan Francisco Jiménez del Río
- Cardinale Francisco Antonio Cebrián Valdá

La successione apostolica è:
- Vescovo Pedro Manuel Ramírez de la Piscina (1815)